# Lincoln MKC
El Lincoln MKC es un vehículo deportivo utilitario del segmento D fabricado por la firma de lujo Lincoln desde el año 2014. Comparte la plataforma Global C con su modelo hermano, el Ford Escape. Entre sus rivales se encuentran los Audi Q5, BMW X3, Mercedes-Benz Clase GLC, Porsche Macan, Jaguar F-Pace, Land Rover Discovery Sport, Volvo XC60, Alfa Romeo Stelvio, Acura RDX, Infiniti QX50 y Lexus NX.
El Concept Car del MKC fue presentado en el Salón del Automóvil de Los Ángeles un año antes de su lanzamiento al mercado. Se planea que para el año 2019 sufra un renovado de cara.
Los motores son gasolina de cuatro cilindros en línea: un 2,0 litros de 240 hp, y un 2,3 litros de 285 hp. Se ofrece en variantes de tracción delantera y a las cuatro ruedas, en ambos casos con caja de cambios automática de seis marchas.
En 2017, fueron vendidas 27.048 unidades de este modelo en suelo norteamericano.